# 1914

## أحداث
- تأسيس مدينة فيلا كارلوس باز وتقع حاليا في الأرجنتين.
- تأسيس مدينة مبوجي-مايي وتقع حاليا في جمهورية الكونغو الديمقراطية.
- 23 أبريل: تأسيس مدينة بيت ميدوز، كولومبيا البريطانية وتقع حاليا في كندا.
- حصار تسينغتاو في الفترة ما بين 27 أغسطس و 7 نوفمبر.
- حصار أنتويرب في الفترة ما بين 28 سبتمبر و 10 أكتوبر.
- بداية حرب زيان في 1914 والتي انتهت في 1921.

### مايو
- 25 مايو - مجلس العموم البريطاني يمرر قانون الحكم الذاتي الايرلندي.
- 29 مايو - عابرة المحيطات إمبراطورة أيرلندا تغرق في خليج سانت لورنس؛ 1012 شخصاً لقوا حتفهم.

### يونيو
- 1 يونيو - إدوارد مانديل هاوس مبعوث الرئيس الأمريكي وودرو ويلسون يلتقي بالقيصر فيلهلم الثاني.
- 18 يونيو - الثورة المكسيكية: يستولي الدستوريون على ولاية سان لويس بوتوسي؛ فينوستيانو كارانسا يطالب باستسلام فيكتوريانو ويرتا.
- 23 يونيو - بعد إغلاقها لتعميقها، القيصر يعيد فتح قناة كيل؛ الأسطول البريطاني بقيادة السير جورج وارندر يزور؛ والقيصر يتفقد المدرعة البحرية الملك جورج الخامس.
- 28 يونيو - القومي الصربي غافريلو برينسيب يغتال الأرشيدوق النمساوي الأرشيدوق النمساوي فرانس فرديناند وزوجته الدوقة صوفي، في سراييفو.
- 29 يونيو
  - الإمبراطورية النمساوية المجرية: الأمين المفوضية في بلغراد يرسل برقية إلى فيينا توحي بتواطؤ صربي في جريمة سراييفو. واندلاع أعمال شغب معادية للصرب في سراييفو وفي أنحاء البوسنة عموماً.
  - خيونيا غوسييفا يفشل في محاولته لاغتيال غريغوري راسبوتين في بلدته في سيبيريا.

### يوليو
- 2 يوليو - القيصر الألماني يعلن عدم حضوره جنازة الأرشيدوق.
- 4 يوليو - مراسم جنازة الأرشيدوق تجرى في أرتستيتن (50 كيلومتر غرب فيينا).
- 6 يوليو - القيصر الألماني يترك كيل للقيام برحلة بحرية في مياه شمال ألمانيا.
- 7 يوليو - انعقاد مجلس وزراء الإمبراطورية النمساوية المجرية، بمن فيهم وزراء الشؤون الخارجية والحرب، ورئيس هيئة الأركان العامة وقائد سلاح البحرية، واستمر الاجتماع من 11:30 صباحاً حتى 06:15 مساءاً.
- 9 يوليو - إمبراطور النمسا المجر يتلقى التقرير النمساوي المجري للتحقيق في جريمة سراييفو. نشرت التايمز سرداً للحملة الصحفية النمساوية المجرية ضد الصرب (التي وصفتهم ب«الجردان المـُهلكة»).
- 10 يوليو - السيد هارتفيغ، الوزير الروسي لصربيا، يموت فجأة دار الانتداب النمساوية في بلغراد.
- 12 يوليو - مظاهرات في أولستر الإيرلندية تلمح بالحرب الأهلية.
- 13 يوليو - ظهور تقارير عن هجوم صربي متوقع على دار الانتداب النمساوية المجرية في بلغراد.
- 15 يوليو
  - الثورة المكسيكية: فيكتوريانو ويرتا يستقيل من رئاسة المكسيك، ويغادر إلى كواتساكوالكوس بولاية فيراكروز.
  - الكونت إشتفان تيسا رئيس وزراء المجر يصرح في البرلمان المجري بشأن العلاقات مع صربيا: «يجب أن وضحوا موقفهم».
- 18 يوليو - الملك يستعرض الأسطول البريطاني في سبيثيد.
- 19 يوليو
  - النمسا المجر - مخاوف صحفية بشأن حدوث مؤامرة «صربيا الكبرى» المزعومة.
  - الملك جورج الخامس يدعو لمؤتمر يناقش مسألة الحكم الذاتي الإيرلندي.
- 23 يوليو - النمسا المجر تعطي صربيا مهلة غير مشروطة.
- 28 يوليو
  - الإمبراطورية النمساوية المجرية تعلن الحرب على صربيا وجيشها يقصف بلغراد.
  - القيصر نيقولا الثاني بأمر بالتعبئة الجزئية ضد الإمبراطورية النمساوية المجرية.
- 29 يوليو - روسيا تأمر بالتعبئة العسكرية الكاملة.

### أغسطس
- 1 أغسطس
  - ألمانيا تعلن الحرب على روسيا، عقب التعبئة العسكرية الروسية في دعماً لصربيا؛ ألمانيا تبدأ أيضاً التعبئة.
  - فرنسا تأمر بالتعبئة العامة.
  - بورصة نيويورك تغلق بسبب الحرب في أوروبا، حيث أغلقت بالفعل جميع البورصات تقريباً.
- 2 أغسطس
  - القوات الألمانية تحتل لوكسمبورغ وفقاً لخطة خطة شليفن.
  - معاهدة سرية بين الدولة العثمانية وألمانيا تضمن حياد العثمانيين.
  - في الساعة 7:00 مساء (بالتوقيت المحلي) ألمانيا تمهل بلجيكا 12 ساعة للسماح بمرور الألمان إلى فرنسا.
- 3 أغسطس
  - ألمانيا تعلن الحرب على فرنسا حليفة روسيا.
  - في الساعة 7:00 صباحاً (بالتوقيت المحلي) بلجيكا ترفض قبول الإنذار الألمانية في 2 أغسطس.
- 4 أغسطس - القوات الألمانية تغزو بلجيكا المحيادة في الساعة 8:02 صباحا (بالتوقيت المحلي). بريطانيا تعلن الحرب على ألمانيا لهذا الانتهاك للحياد البلجيكي. هذا التحرك يعني عملياً إعلان الحرب من قبل الكومنولث البريطاني بأكمله والإمبراطورية ضد ألمانيا. الولايات المتحدة تعلن حيادها.
- 5 أغسطس
  - زارعة الألغام الألمانية كونيغن لويس تضع حقل ألغام على بعد نحو 64 كيلومتراً قبالة خور التيمز (لوستوفت). الطراد البريطاني الخفيف اتش إم إس أمفيون يعترض طريقها ويغرقها.
  - الجبل الأسود تعلن الحرب على الإمبراطورية النمساوية المجرية.
  - مناطيد زبلين الألمانية تلقي قنابل على لييج، فيقتل 9 مدنيين.
- 5 أغسطس - 16 أغسطس معركة لييج: الجيش الألماني تجاوز البلجيكيين ويهزمهم.
- 6 أغسطس - الإمبراطورية النمساوية المجرية تعلن الحرب على روسيا.
- 8 أغسطس - القوات الاستعمارية الألمانية تعدم مارتن بول سامبا بتهمة الخيانة العظمى في الكاميرون الألمانية.
- 11 أغسطس - فرنسا تعلن الحرب على الإمبراطورية النمساوية المجرية.
- 12 أغسطس -
  - المملكة المتحدة تعلن الحرب على الإمبراطورية النمساوية المجرية، وتحذو حذوها بلدان الإمبراطورية البريطانية.
  - معركة هالن: القوات البلجيكية تصد الألمان.
- 15 أغسطس
  - افتتاح قناة بنما للملاحة البحرية بمرور باخرة يو إس إس أنكون.
  - الثورة المكسيكية: القوات فينوستيانو كارانسا بقيادة الجنرال ألفارو أوبريغون تدخل مكسيكو.
- 16 أغسطس - 19 أغسطس - معركة سر: القوات الصربية تهزم الجيوش النمساوية المجرية، في أول انتصار لدول الوفاق في الحرب العالمية الأولى.
- 17 أغسطس - 2 سبتمبر - الحرب العالمية الأولى: بداية معركة تاننبرغ بين القوات الألمانية والروسية.
- 20 أغسطس - الحرب العالمية الأولى: القوات الألمانية تحتل بروكسل.
- 23 أغسطس - اليابان تعلن الحرب على ألمانيا.
- 26 أغسطس - 27 أغسطس - معركة لو كاتو: القوات البريطانية والفرنسية والبلجيكية تنفذ تراجع تكتيكي ناجح من التقدم الألماني.
- 26 أغسطس - 30 أغسطس - محاصرة الجيش الروسي الثاني وهزيمته في معركة تاننبرغ.
- 28 أغسطس - معركة هيليغولند: طرادات بريطانية بقيادة الاميرال بيتي تغرق 3 طرادات ألمانية.
- 29 أغسطس - 30 أغسطس - معركة سانت كوينتين: القوات الفرنسية تكبح التقدم الألماني.

### سبتمبر
- 1 سبتمبر
  - تغيير اسم مدينة سانت بطرسبورغ إلى بتروغراد.
  - نفوق «مارثا» آخر حمامة مهاجرة معروفة في حديقة حيوان سينسيناتي.
- 2 سبتمبر - الألمان يحتلون قرية موروفييه الفرنسية.
- 3 سبتمبر
  - البابا بنديكتوس الخامس عشر (جياكومو ديلا كييزا) يخلف البابا بيوس العاشر، البابا رقم 258.
  - وليام أمير ألبانيا يغادر البلاد بعد 6 أشهر فقط بسبب معارضة حكمه.
- 5 سبتمبر
  - تفاهم لندن: لا يجوز لأي عضو في الوفاق الثلاثي (بريطانيا وفرنسا، أو روسيا) السعي إلى سلام منفصل مع دول المركز.
  - الحرب العالمية الأولى - معركة المارن الأولى: شمال شرق باريس، والجيش الفرنسي في إطار 6 الجنرال مونوري هجمات القوات الألمانية تقترب من باريس. أكثر من 2 مليون مكافحة (500,000 قتلوا / جريح) في انتصار الحلفاء.
- 6 سبتمبر - هجوم مضاد فرنسي بريطاني في المارن ينهي التقدم الألماني نحو باريس.
- 13 سبتمبر - قوات جنوب أفريقيا تبدء أعمال عدائية في جنوب غرب أفريقيا الألماني (ناميبيا اليوم) بالاعتداء على مركز شرطة رامانسدريفت.
- 13 سبتمبر - 28 سبتمبر - معركة أيسن الأولى تنتهي دون حسم.
- 17 سبتمبر - أندرو فيشر يصبح رئيس وزراء أستراليا للمرة الثالثة.

### أكتوبر
- 3 أكتوبر - الحرب العالمية الأولى: 33,000 جندي كندي يغادرون نحو أوروبا، كانت أكبر قوة تعبر المحيط الأطلسي حتى ذلك الوقت.
- 7 أكتوبر - جوزيف كينيدي يتزوج من روز فيتزجيرالد في بوسطن.
- 9 أكتوبر - الحرب العالمية الأولى - حصار أنتويرب: سقوط أنتويرب البلجيكية بيد القوات الألمانية.
- 27 أكتوبر - الحرب العالمية الأولى: غرق سفينة مدرعة بحرية كبيرة بريطانية تدعى أوديشيوس (23400 طن)، قبالة جزيرة توري، شمال غرب أيرلندا، بفعل حقل ألغام زرعه طراد برلين الألماني التجاري المسلحى.
- 28 أكتوبر - الحرب العالمية الأولى - معركة بينانغ، ماليزيا البريطانية: الطراد الألماني إمدن يغرق طراد روسي ومدمرة فرنسية قبل أن يلوذ بالفرار.
- 29 أكتوبر - الحرب العالمية الأولى: سفن حربية عثمانية تضرب الموانئ الروسية على البحر الأسود؛ روسيا وفرنسا وبريطانيا تعلن الحرب في 1 نوفمبر - 5 نوفمبر.

### نوفمبر
- 1 نوفمبر - الحرب العالمية الأولى - معركة كورونل: هزيمة أسطول للبحرية الملكية بقيادة الأميرال السير كريستوفر كرادوك من قبل قوات ألمانية متفوقة بقيادة الاميرال ماكسيمليان فون شبيه، في أول هزيمة البحرية البريطانية بالحرب، دمرت سفينتا غود هوب ومونماوث.
- 5 نوفمبر - المملكة المتحدة تضم قبرص، وتعلن الحرب على الدولة العثمانية بالاشتراك مع فرنسا.
- 7 نوفمبر - اليابان تستولي على خليج كياوتشو في الصين، قاعدة أسطول شرق آسيا الألماني.
- 9 نوفمبر - الحرب العالمية الأولى - معركة كوكوس: غرق الطراد الألماني إس إم إس إمدن على يد الطراد اتش إم آي إس سيدني الأسترالي.
- 16 نوفمبر - الحرب العالمية الأولى - بداية معركة كولومبارا: القوات الصربية تشتبك مع القوات النمساوية المجرية.
- 23 نوفمبر - سحب القوات الأمريكية من فيراكروز. وتتولها قوات فينوستيانو كارانسا الذي يجعلها مقره.
- 24 نوفمبر - طرد بنيتو موسوليني من الحزب الاشتراكي الإيطالي.
- 28 نوفمبر - الحرب العالمية الأولى: بعد إغلاق مقدمات الحرب في يوليو، بورصة نيويورك تعيد فتح تداول السندات.

### ديسمبر
- 8 ديسمبر - معركة جزر فوكلاند، بين أسطولي دوفتون ستاردي وماكسيمليان فون شبيه.
- 15 ديسمبر - انفجار غاز في منجم ميتسوبيشي هوجيو للفحم، في كيوشو، اليابان، ومقتل 687 (أسوأ كارثة منجم فحم في التاريخ الياباني).
- 19 ديسمبر - انتهاء معركة كولومبارا، مسفرة عن انتصار صربي حاسم على القوات النمساوية المجرية.
- 24 ديسمبر - الحرب العالمية الأولى:
  - الجنود البريطانيون والألمان يقطعون الحرب العالمية الأولى للاحتفال بعيد الميلاد، مبتدئين هدنة عيد الميلاد.
  - غارة جوية ألمانية على دوفر، انكلترا.

## مواليد
- فؤاد جميل، أكاديمي ومترجم وباحث عراقي.
- أحمد أيوب
- أحمد حسن البكر
- أحمد مخيمر
- أربيرت هايم
- أكتافيو باث
- آلن لويد هودجكين
- أليك جينيز
- أمين يوسف غراب
- أوسكار هيسيرير
- الصادق المقدم
- العربي بن مبارك
- باربارا وارد
- بروس متزجر
- بول هرتلينغ
- بيرت ميليتشيب
- بيل فينغر
- تشارلز مالكولم ويلسون
- تقي الدين النبهاني
- توفي يانسون
- تينسينغ نورغاي
- ثور هايردال
- جاك برادبري
- جلال الدين الحنفي
- جورج سويندن
- جورج هوغ
- جوسيبي أنتونيني
- جينز أوتو كراغ
- جيوتي باسو
- دوروثي لامور
- ريتشارد سينج
- ريموند ديفيس
- ريناتو دولبيكو
- زوزو ماضي
- سالم محمدعزت سليم اغا الطيار
- سعد صائب
- شابور بختيار
- صليحة
- طاهر زمخشري
- عبد الحكيم عابدين
- عبد الكريم دالي
- عبد الكريم قاسم
- عبد الله العلايلي
- عبد الله المبارك الصباح
- عبد المنعم عبد الرؤوف
- عبد الوهاب الكرارطي
- عزة حصرية
- عزيز ضياء
- عطية صقر
- علي أمين
- فرانز روزنتال
- فرحات حشاد
- فريدريك بارتر
- لايوس باروتي
- لويس دو فنيس
- مأمون الشناوي
- ماكس بيروتس
- محسن سرحان
- محمد حسن فقي
- محمد حسين زيدان
- محمد صالح مكية
- محمد ظاهر شاه
- محمد محمد أبو علو
- محمد محمود الصواف
- محمد ناصر الدين الألباني
- محمود السباع
- محمود الشريف الجزائري
- محمود ذو الفقار
- محمود سيف الدين الإيراني
- مصباح الجربوع
- مصطفى أمين
- نايف بن عبد الله الأول
- نجمة إبراهيم
- نورمان بورلوج
- نوري بارامور
- هنري كوريل
- وصفي ميرزا
- ويلي ستوف
- ويليام ألن إيغان
- ويليام فيكري
- يوري أندروبوف
- يوجين نايدا
- يوسف طلعت
- يوسف عز الدين عيسى
- يوناس سولك
- فيصل بن حمد السليمان
- محمد بن سلطان الدويش شهيد معركة الصريف
- إبراهيم بن عبد الله بن إبراهيم بن عبد الله بن محمد بن عبد الوهاب.توفي 1962م
- عبد الرحمن بن سعد الأول بن عبد الرحمن آل سعود
- حسين بن عبد الله بن حمد العقيل أمير محافظ الجوف سابقا
- فهد بن محمد بن عبد الله بن فيصل آل سعود

### سبتمبر
- 15 سبتمبر - محمد أبو شهبة، عالم دين مصري.

## وفيات
- أحمد النائب.
- أحمد فتحي زغلول.
- ألفريد ليشتنشتاين.
- إبراهيم عز الدين.
- القديسة رفقا.
- برتا فون سوتنر.
- بول فون هايس.
- جمال الدين القاسمي.
- جورج ويستينغهاوس.
- جورجي زيدان.
- روبرت باراني.
- زينب فواز.
- سيمون بوليفار باكنر.
- شارل ألبير غوبا.
- عبد القادر المجاوي.
- غيورغ تراكل.
- فرانز فرديناند.
- فردريك ميسترال.
- مصطفى فهمي باشا.
- محمد سعيد الحبوبي.
- راشيل هيننغ.

## نال جائزة نوبل
- في الفيزياء – الألماني ماكس فون لاو.
- في الكيمياء – الأمريكي تيودور ريتشاردس.
- في الطب – النمسا-مجري روبرت باراني.
- في الأدب – محجوبة.
- في السلام – محجوبة.